# Horacio Vásquez
Felipe Horacio Vásquez Lajara (22 ottobre 1860 – Moca, 25 marzo 1936) è stato un politico dominicano.
È stato per tre periodi il presidente della Repubblica Dominicana. In particolare è stato presidente provvisorio del Paese dal settembre al novembre 1899 e dal maggio 1902 al marzo 1903, mentre è stato democraticamente eletto nel luglio 1924, dopo l'occupazione militare da parte degli Stati Uniti, rimanendo in carica fino al febbraio 1930.